# Tôn Kim Long
Tôn Kim Long (tiếng Trung giản thể: 孙金龙; bính âm Hán ngữ: Sūn Jīn Lóng; sinh tháng 1 năm 1962, người Hán) là chính trị gia nước Cộng hòa Nhân dân Trung Hoa. Ông là Ủy viên Ủy ban Trung ương Đảng Cộng sản Trung Quốc khóa XX, khóa XIX, Ủy viên dự khuyết khóa XVIII, XVII, hiện là Bí thư Đảng tổ, Phó Bộ trưởng Bộ Môi trường và Sinh thái Trung Quốc. Ông từng là Phó Bí thư chuyên chức Khu ủy Khu tự trị Duy Ngô Nhĩ Tân Cương, Bí thư Đảng ủy, Chính ủy Binh đoàn Sản xuất và Kiến thiết Tân Cương, Chủ tịch Tập đoàn Kiến thiết Tân Cương. Ông cũng từng là Phó Bí thư chuyên chức kiêm Hiệu trưởng Trường Đảng Tỉnh ủy của hai tỉnh là Hồ Nam và An Huy trong nhưng giai đoạn khác nhau, và nguyên là Thường vụ Tỉnh ủy, Bí thư Thành ủy Hợp Phì, An Huy; Bí thư Ủy ban Chính Pháp Tỉnh ủy An Huy; Bí thư thường trực Trung ương Đoàn, Chủ tịch Hội Liên hiệp Thanh niên Trung Quốc.
Tôn Kim Long là Đảng viên Đảng Cộng sản Trung Quốc, học vị Cử nhân Thám hiểm khoáng sản, Thạc sĩ Kỹ thuật đào hầm khoáng sản, Thạc sĩ và Tiến sĩ Kinh tế học, học hàm Cao cấp công trình sư. Ông có sự nghiệp trong nhiều lĩnh vực, từng lãnh đạo cơ quan thanh niên Trung Quốc thời trẻ.

## Xuất thân và giáo dục
Tôn Kim Long sinh vào tháng 1 năm 1962 tại Tổ 4, thôn Cao Lâm, hương Lộ Thị, huyện Chung Tường, nay là thành phố cấp huyện Chung Tường, địa cấp thị Kinh Môn, tỉnh Hồ Bắc, Cộng hòa Nhân dân Trung Hoa. Ông sinh ra và lớn lên trong một gia đình nông dân bình thường, học và tốt nghiệp phổ thông địa phương. Tháng 9 năm 1978, khi 16 tuổi, với kết quả học tập lẫn tốt nghiệp xuất sắc, ông được nhận vào học tại Học viện Địa chất Vũ Hán (武汉地质学院, nay là Đại học Địa chất Trung Quốc) tại thủ phủ Vũ Hán của Hồ Bắc, học ở Khoa Kỹ thuật khai thác khoáng sản, tốt nghiệp Cử nhân chuyên ngành Thám hiểm và Đào hầm khoáng sản. Tháng 8 năm 1983, ông nhập học cao học cơ sở Bắc Kinh của Học viện Địa chất Vũ Hán, nhận bằng Thạc sĩ chuyên ngành Kỹ thuật đào hầm khoáng sản vào tháng 8 năm 1986. Trong quá trình này, ông được kết nạp Đảng Cộng sản Trung Quốc vào tháng 4 năm 1986.
Tháng 9 năm 1993, Tôn Kim Long là nghiên cứu viên sau đại học tại Đại học Nam Khai ở Thiên Tân, nhận bằng Thạc sĩ Kinh tế học vào tháng 6 năm 1997. Cũng trong giai đoạn này, ông theo học khóa bồi dưỡng tại Trường Đảng Trung ương Đảng Cộng sản Trung Quốc từ tháng 3 đến tháng 5 năm 1997. Sau đó, từ tháng 9 năm 1998 đến tháng 7 năm 2001, ông là nghiên cứu sinh tại Học viện Tài chính tiền tệ của Đại học Nhân dân Trung Quốc, bảo vệ thành công luận án tiến sĩ và trở thành Tiến sĩ Kinh tế học. Bên cạnh đó, ông tham gia khóa học nghiên cứu quốc học tại Đại học Quốc phòng Trung Quốc từ tháng 3 đến tháng 5 năm 2010. Ông cũng được phong học hàm Cao cấp công trình sư, tương đương phó giáo sư.

## Sự nghiệp

### Giai đoạn đầu

#### Doanh nghiệp khoáng sản
Tháng 8 năm 1982, sau khi tốt nghiệp đại học, Tôn Kim Long bắt đầu sự nghiệp của mình tại tỉnh Chiết Giang khi được tuyển làm Chuyên viên Phân đội thứ nhất, Đại đội thứ ba của  Cục Khảo sát địa chất khoáng sản tỉnh Chiết Giang. Ông công tác ở đơn vị này trong những năm đầu, sau đó, vào tháng 8 năm 1986, sau khi hoàn thành cao học thạc sĩ, ông được phân công tới tỉnh Liêu Ninh, công tác ở vị trí Trưởng nhóm kỹ thuật, Đại đội Công trình của Cục Khảo sát địa chất khoáng sản tỉnh Liêu Ninh. Năm 1987, ông được thăng chức làm Phó Đại đội trưởng Đại đội Công trình. Tháng 7 năm 1989, ông là Bí thư Đảng ủy, Đại đội trưởng Đại động Công trình kiêm Tổng công trình sư. Năm 1990, Tôn Kim Long được Tổng Công hội toàn quốc bình chọn, được Trung ương và Quốc vụ viện trao giải thưởng Người lao động gương mẫu toàn quốc Trung Quốc (全国劳动模范), đồng thời là Người lao động gương mẫu tỉnh Liêu Ninh. Tháng 7 năm 1991, ông được bổ nhiệm làm Phó Tổng giám đốc Công ty Công trình địa chất Trung Quốc (孙金龙, nay là Tập đoàn Công trình địa chất Trung Quốc), cũng trong giai đoạn này, từ tháng 7 năm 1991 đến tháng 6 năm 1992, ông được phân công tới Pakistan để quản lý dự án cho Tập đoàn Cầu đường Trung Quốc (CRBC). Đến tháng 2 năm 1993, ông được thăng chức làm Bí thư Đảng ủy, Tổng giám đốc Công ty Công trình địa chất Trung Quốc, và cũng từ năm này, ông được hưởng trợ cấp đặc biệt từ Quốc vụ viện.

#### Đoàn thanh niên
Tháng 1 năm 1995, khi 33 tuổi, Tôn Kim Long được điều chuyển vào Ủy ban Trung ương Đoàn Thanh niên Cộng sản Trung Quốc, nhậm chức Bộ trưởng Bộ Công tác thanh niên của Trung ương Đoàn, và kiêm nhiệm là Bí thư Ban Bí thư Trung ương Đoàn từ tháng 10 cùng năm. Tháng 11 năm 1998, ông được bổ nhiệm đồng thời là Phó Chủ tịch Hội Liên hiệp Thanh niên toàn quốc Trung Quốc. Tháng 6 năm 2001, ông được bầu làm Bí thư thường trực Ban Bí thư Trung ương Đoàn, cấp phó bộ, tỉnh khi 39 tuổi. Ngày 17 tháng 12 năm 2001, ông được bầu làm Chủ tịch Hội Liên hiệp Thanh niên Trung Quốc, kế nhiệm Bayanqolu. Tính đến năm 2003, ông có tám năm ông tác ở cơ quan thanh niên trung ương trước khi bước sang giai đoạn mới.

### Cơ quan địa phương

#### An Huy

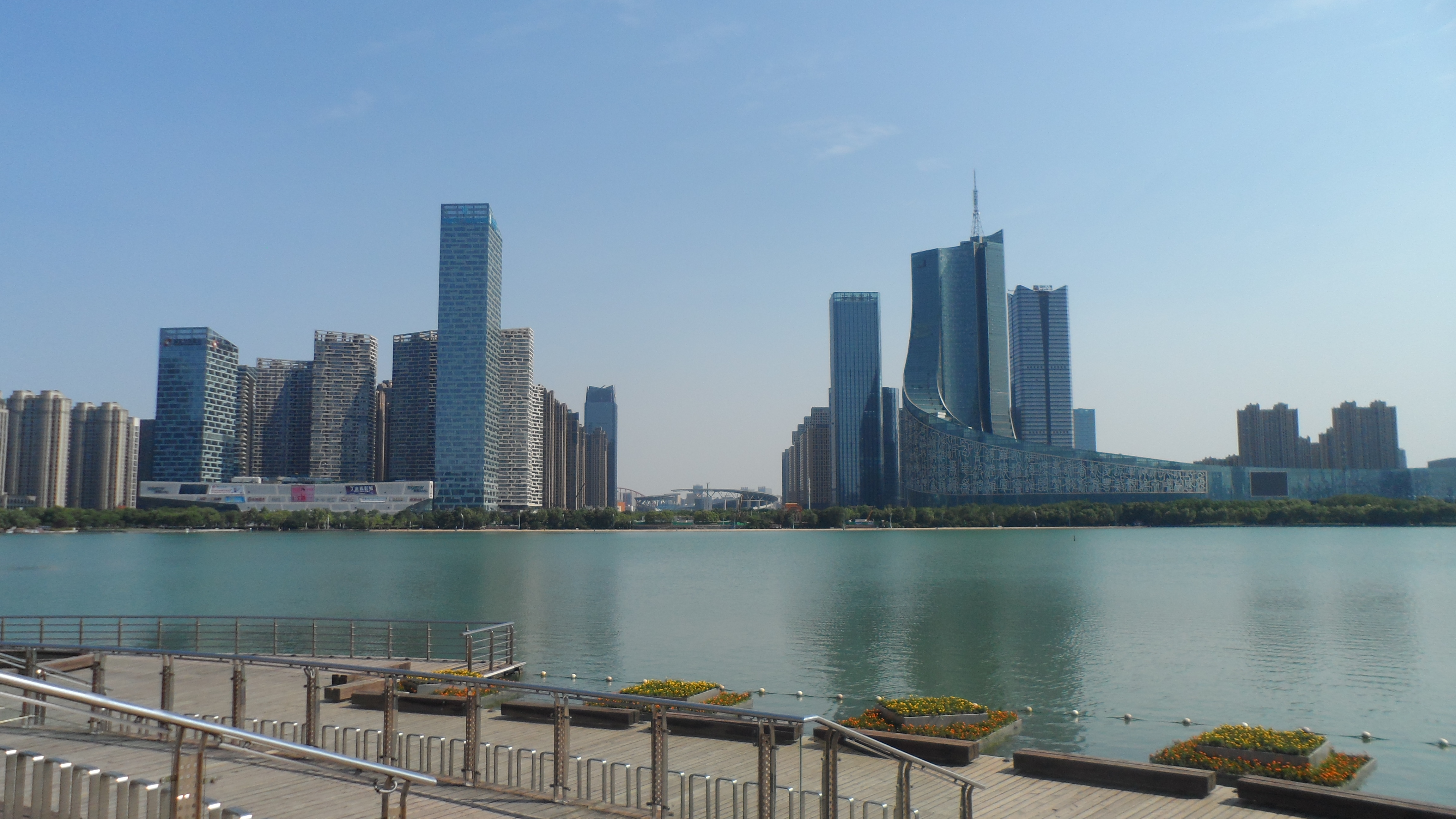
Ảnh Hợp Phì từ hồ Thiên Nga kiến trúc theo chiến lược thành phố ven hồ hiện đại.

Tháng 4 năm 2003, Tôn Kim Long miễn nhiệm các vị trí ở cơ quan trung ương của thanh niên, được Bộ Tổ chức Trung ương điều chuyển tới tỉnh An Huy, vào Ban Thường vụ Tỉnh ủy. Sang tháng 5, ông được phân công làm Bí thư Ủy ban Chính trị Pháp luật Tỉnh ủy An Huy. Tháng 3 năm 2005, ông được Tỉnh ủy An Huy điều động nhậm chức Bí thư Thành ủy Hợp Phì, thủ phủ của tỉnh, đồng thời được bầu làm Chủ nhiệm Ủy ban Thường vụ Nhân Đại Hợp Phì. Ông lãnh đạo thành phố Hợp Phì trong hơn sáu năm cho đến 2011, được phân công làm Phó Bí thư chuyên chức Tỉnh ủy kiêm Hiệu trưởng Trường Đảng Tỉnh ủy An Huy vào tháng 9 năm 2011. Tháng 10 năm 2007, tại Đại hội đại biểu toàn quốc lần thứ 17 của Đảng Cộng sản Trung Quốc, ông được bầu làm Ủy viên dự khuyết Ủy ban Trung ương khóa XVII và tiếp tục là Ủy viên dự khuyết Ủy ban Trung ương khóa XVIII được bầu tại Đại hội lần thứ 18 năm 2012. Trong thời kỳ này, ông cũng được bầu làm Ủy viên Ủy ban Toàn quốc Chính Hiệp khóa XIX, và Ủy viên Ủy ban Thường vụ Nhân Đại khóa X.
Trong sáu năm rưỡi làm Bí thư Thành ủy Hợp Phì, Tôn Kim Long đã đề xuất và chỉ huy tiến hành chính sách chiến lược xây dựng đô thị của Hợp Phì, đưa Hợp Phì trở thành nơi có tốc độ tăng trưởng GDP lớn nhất trong các thành phố tỉnh lỵ của cả nước trong nhiều năm. Hợp Phì trong giai đoạn này có tốc độ tăng trưởng nhanh và thoát khỏi vị trí cuối bảng xếp hạng tăng trưởng trong các tỉnh lỵ của Khu Kinh tế miền Trung Trung Quốc. Bên cạnh đó, ông đã đề xuất chiến lược xây dựng Hợp Phì thành thành phố ven hồ hiện đại, xung quanh hồ Sào, xác định chiến lược phát triển không gian đô thị 141 của Hợp Phì, xây dựng tân khu Tân Hồ, di dân vùng đô thị cũ, nâng cấp đất đai. Hàng loạt các công trình hiện đại được xây dựng như đại lộ Tây Trường Giang, đường cao tốc Bắc Nam, đại lộ Dụ Khê, đại lộ Hợp Tác Hóa, đại lộ Đồng Lăng, đại lộ Bao Hà, đại lộ Phụ Dương, Sân bay quốc tế Tân Kiều, các tuyến đường sắt cao tốc Hợp Phì. Hệ thống giao thông đã giải quyết được vấn đề tắc nghẽn ở Hợp Phì và được đánh gia là bước vào giai đoạn thành phố hiện đại.

#### Hồ Nam
Tháng 4 năm 2013, sau giai đoạn tròn 10 năm ở An Huy, Tôn Kim Long được điều chuyển tới tỉnh Hồ Nam, vào Ban Thường vụ Tỉnh ủy, nhậm chức Phó Bí thư chuyên chức Tỉnh ủy Hồ Nam, kế nhiệm Mai Khắc Bảo. Ông cũng kiêm nhiệm là Hiệu trưởng Trường Đảng Tỉnh ủy Hồ Nam từ tháng 6 cùng năm. Ông công tác ở tỉnh Hồ Nam trong gần ba năm.

#### Tân Cương
Tháng 2 năm 2016, Tôn Kim Long được Bộ Tổ chức, Ban Bí thư Trung ương Đảng điều chuyển tới Khu tự trị Duy Ngô Nhĩ Tân Cương, vào Ban Thường vụ Khu ủy, nhậm chức Phó Bí thư Đảng ủy Tân Cương, và được bổ nhiệm làm Bí thư Đảng ủy Binh đoàn Sản xuất và Xây dựng Tân Cương, cấp chính tỉnh, bộ. Sang tháng 3, ông kiêm nhiệm là Chính ủy Binh đoàn Tân Cương, Chủ tịch Tập đoàn Kiến thiết Tân Cương. Tháng 10 năm 2017, ông tham gia đại hội đại biểu toàn quốc, được bầu làm Ủy viên Ủy ban Trung ương Đảng Cộng sản Trung Quốc khóa XIX tại Đại hội Đảng Cộng sản Trung Quốc lần thứ 19, sau đó được bầu làm Đại biểu Nhân Đại toàn quốc tại Đại hội Đại biểu Nhân dân toàn quốc khóa XIII vào ngày 24 tháng 2 năm 2018.

### Cơ quan trung ương
Sau khi công tác ở Tân Cương trong bốn năm, vào ngày 8 tháng 4 năm 2020, Tôn Kim Long được điều chuyển trở về Bắc Kinh sau 17 năm công tác ở các địa phương. Ông được phân công làm Bí thư Đảng tổ Bộ Môi trường và Sinh thái Trung Quốc, kế nhiệm Lý Cán Kiệt được chuyển giao sang làm Tỉnh trưởng Sơn Đông. Thông tin cá nhân của ông đã được đăng trên trang web chính thức của bộ vào ngày hôm đó, nhưng nó đã bị xóa ngay lập tức; phải đến ngày 13 tháng 4, thông tin mới chính thức được công bố. Vào ngày 20 tháng 4, Tổng lý Quốc vụ viện Lý Khắc Cường bổ nhiệm ông làm Phó Bộ trưởng Bộ Môi trường và Sinh thái, miễn nhiệm các chức vụ ở Tân Cương vào ngày 27. Ở Bộ Môi trường và Sinh thái, ông phối hợp lãnh đạo và có vị trí cao hơn so với Bộ trưởng Hoàng Nhuận Thu vì là Bí thư Đảng tổ. Cuối năm 2022, ông tham gia Đại hội Đảng Cộng sản Trung Quốc lần thứ XX từ đoàn đại biểu khối cơ quan trung ương Đảng và Nhà nước. Trong quá trình bầu cử tại đại hội, ông tái đắc cử là Ủy viên Ủy ban Trung ương Đảng Cộng sản Trung Quốc khóa XX.

## Khen thưởng
- Giải thưởng Người lao động gương mẫu toàn quốc Trung Quốc (全国劳动模范) 1990;
- Giải thưởng Người lao động gương mẫu tỉnh Liêu Ninh (辽宁省劳动模范) 1990;